# Nassim Lyes
 (août 2021).
Si vous disposez d'ouvrages ou d'articles de référence ou si vous connaissez des sites web de qualité traitant du thème abordé ici, merci de compléter l'article en donnant les références utiles à sa vérifiabilité et en les liant à la section « Notes et références ».
Pour les articles homonymes, voir Si et Ahmed.
Nassim Si Ahmed, ou Nassim Lyes, est un acteur français, né le 3 juin 1988 à Nîmes (Gard).

## Biographie

### Jeunesse et formations
Nassim Lyes naît le 3 juin 1988 à Nîmes, dans le Gard. Ses parents sont originaires d’Algérie. Il est le cadet d'une fratrie de quatre garçons. Il grandit dans le quartier du Mas de Mingue, où il effectue sa scolarité du primaire au collège. Après avoir obtenu son bac ES et une année de droit, il tente sa chance comme acteur à Paris.
En 2009, il remporte le championnat de France junior de kick-boxing, catégorie 67 kg, à la salle Japy de Paris 11e.

### Carrière
Nassim Lyes s’installe à Paris en 2008[Quand ?], où il se présente à plusieurs auditions : il obtient des emplois divers, comme vendeur en fast-food ou serveur, avant d’être remarqué par le réalisateur Tristan Aurouet qui lui confie l'un des rôles principaux, auprès de Jean-Hugues Anglade et Gilles Lellouche, dans Mineurs 27 en 2011.
En 2012, il interprète Malik, un jeune métrosexuel au physique avantageux, dans la première saison de la série télévisée Les Lascars, réalisée par Tristan Aurouet. Même année, il apparaît dans la web-série En passant pécho où il incarne Cokeman, un amateur de stupéfiants « complètement déjanté » — un rôle qu'il reprendra pour le besoin du film du même titre, aux côtés de Fred Testot, Bun Hay Mean et Vincent Desagnat, diffusée sur Netflix en 2021. Toujours pour la télévision, il devient Elliot dans Talons aiguilles et bottes de paille.
En 2013, il joue un rôle secondaire aux côtés d’Eddy Mitchell et de Reda Kateb dans Les Petits Princes de Vianney Lebasque. À la télévision, il apparaît en cambrioleur dans l'épisode Les Yeux dans le dos de la série Léo Matteï, Brigade des mineurs.
En 2014, il forme, avec Xavier Robic, un couple homosexuel dans la mini-série Hôtel de la plage, le feuilleton estival de France 2.
En 2015, il interprète Driss, un jeune de banlieue manipulé pour faire partie d’une cellule djihadiste, dans Made in France de Nicolas Boukhrief, un film sur le terrorisme.
En 2016, il incarne Nordine dans la web-série Force et Honneur, aux côtés de Lacrim, et décroche le rôle de Selim pour la série Marseille.
En 2020, il est l'une des dix victimes dans la mini-série de 6 épisodes Ils étaient dix, sur M6. Il s'agit de l'adaptation du roman homonyme d'Agatha Christie (1939). Pour ce rôle, on apprend qu'en août 2021, à la veille du tournage, Nassim Si Ahmed a été appelé à la dernière minute pour remplacer Pierre Perrier, blessé au visage en tombant sur des rochers en pleine balade,.

## Filmographie

### Cinéma

#### Longs métrages
- 2011 : Mineurs 27 de Tristan Aurouet : Wilson
- 2013 : Les Petits Princes de Vianney Lebasque : le jeune artiste
- 2015 : Made in France de Nicolas Boukhrief : Driss
- 2017 : Le Brio d'Yvan Attal : le client
- 2017 : Épouse-moi mon pote de Tarek Boudali : Le disc jockey
- 2018 : Vaurien de Mehdi Senoussi : Majid
- 2019 : Jusqu'ici tout va bien de Mohamed Hamidi : Sadek
- 2019 : Junk Love de Pierre de Suzzoni : le coureur de jupons
- 2020 : Kandisha d'Alexandre Bustillo et Julien Maury : Abdel
- 2021 : En passant pécho de Julien Royal : Cokeman
- 2021 : Un dragon en forme de nuage (Il materiale emotivo) de Sergio Castellitto : Alain
- 2021 : Le Dernier Mercenaire de David Charhon : Novak
- 2021 : Birds of Paradise de Sarah Adina Smith : Jamal
- 2022 : Overdose d'Olivier Marchal : Saïd Masriche
- 2022 : Les Segpa d'Ali et Hakim Bougheraba : une racaille
- 2023 : 16 Ans de Philippe Lioret : Tarek
- 2023 : Farang de Xavier Gens : Sam
- 2023 : Nouveaux Riches de Julien Royal : Youssef "Youss" Bouahzizi
- 2024 : Sous la Seine de Xavier Gens : Adil
- 2025 : Ad vitam de Rodolphe Lauga : Ben

#### Courts métrages
- 2010 : Reprise de Mustafa Mazouzi : Le boxeur
- 2015 : J’marche pas en arrière de Barthélémy Grossmann : Nassim
- 2015 : La nuit est faite pour dormir d'Adrien Costello : Karim
- 2016 : Rap vs Réalité de Mister V et Haroun Saïfi : un copain de Mister V
- 2018 : Air Max, Le Film de Bastien Fiche : Le mec en menotte
- 2018 : Le Voisin (dans ma tête) de Franck Brett : Le voisin
- 2019 : The Painters de Sam Larsson : Pelon
- 2020 : Les Sacrifiés de Jordan Pavlik : Adil Djebari
- 2023 : La Pizza Delamama 2 de Mister V : Kevino Della'Mamma dans Pizza de la muerte

### Télévision

#### Séries télévisées
- 2012 : Talons aiguilles et bottes de paille : Elliot
- 2012-2014 : Les Lascars : Malik
- 2013 : Léo Matteï, Brigade des mineurs, saison 1, épisode 2 Les Yeux dans le dos d'Alexis David : Un cambrioleur
- 2014 : Hôtel de la plage : Omar
- 2015 : American Dream : Mehmet
- 2016 : Marseille : Selim
- 2019 : The Spy (mini-série) de Gideon Raff : Zaher Ma'azi
- 2019 : Nemaya (mini-série) de Taras Dudar : Small
- 2019 : Replay (mini-série) de Matthias Castegnaro, épisode 7 Dom Juan : Don Juan
- 2020 : Ils étaient dix (mini-série) de Pascal Laugier : Malik
- 2021 : L'Amour flou de Romane Bohringer épisode 7 : Le moniteur optimiste
- 2022 : Julia, saison 2, épisode 2 Fried Chicken de Melanie Mayron : Sam Slimani
- 2023 : Cardo, saison 2, épisodes 2 et 3 : Bastien

#### Web séries
- 2012-2015 : En passant pécho : Cokeman
- 2017 : Force & honneur : Nordine
- 2018 : Groom : Selim

#### Téléfilm
- 2024 : Dans 5 ans de Léa Rouaud

### Clips
- 2014 : Hugo de Jacynthe
- 2014 : Suicide Commercial de Lino
- 2016 : Sphynx de La Femme, réalisé par Aymerica Bergada du Cadet et Marlon Magnée
- 2016 : The Missing de Cassius
- 2017 : L'histoire d'un negro, de Guizmo
- 2019 : New Look de Rita Ora, réalisé par Tatia Pilieva
- 2020 : Boston George de Lacrim, avec Maes